# Efiac
Effiat és un municipi francès situat al departament del Puèi Domat i a la regió d'Alvèrnia-Roine-Alps. L'any 2007 tenia 939 habitants.

## Demografia

### Població
El 2007 la població de fet d'Effiat era de 939 persones. Hi havia 312 famílies de les quals 72 eren unipersonals (32 homes vivint sols i 40 dones vivint soles), 88 parelles sense fills, 140 parelles amb fills i 12 famílies monoparentals amb fills.
La població ha evolucionat segons el següent gràfic:
Habitants censats

### Habitatges
El 2007 hi havia 372 habitatges, 325 eren l'habitatge principal de la família, 21 eren segones residències i 26 estaven desocupats. 355 eren cases i 15 eren apartaments. Dels 325 habitatges principals, 275 estaven ocupats pels seus propietaris, 42 estaven llogats i ocupats pels llogaters i 8 estaven cedits a títol gratuït; 1 tenia una cambra, 15 en tenien dues, 46 en tenien tres, 102 en tenien quatre i 161 en tenien cinc o més. 258 habitatges disposaven pel capbaix d'una plaça de pàrquing. A 114 habitatges hi havia un automòbil i a 195 n'hi havia dos o més.

### Piràmide de població
La piràmide de població per edats i sexe el 2009 era:
| Homes | Edats   | Dones |
| ----- | ------- | ----- |
| 0     | 95 o +  | 8     |
| 4     | 90 a 94 | 12    |
| 8     | 85 a 89 | 24    |
| 12    | 80 a 84 | 12    |
| 32    | 75 a 79 | 24    |
| 16    | 70 a 74 | 16    |
| 8     | 65 a 69 | 32    |
| 16    | 60 a 64 | 20    |
| 28    | 55 a 59 | 24    |
| 20    | 50 a 54 | 16    |
| 16    | 45 a 49 | 28    |
| 32    | 40 a 44 | 16    |
| 16    | 35 a 39 | 24    |
| 28    | 30 a 34 | 8     |
| 40    | 25 a 29 | 20    |
| 8     | 20 a 24 | 4     |
| 20    | 15 a 19 | 28    |
| 24    | 10 a 14 | 8     |
| 16    | 5 a 9   | 8     |
| 12    | 0 a 4   | 16    |

## Economia
El 2007 la població en edat de treballar era de 548 persones, 427 eren actives i 121 eren inactives. De les 427 persones actives 401 estaven ocupades (215 homes i 186 dones) i 26 estaven aturades (10 homes i 16 dones). De les 121 persones inactives 56 estaven jubilades, 28 estaven estudiant i 37 estaven classificades com a «altres inactius».

### Ingressos
El 2009 a Effiat hi havia 361 unitats fiscals que integraven 969 persones, la mediana anual d'ingressos fiscals per persona era de 19.025 €.

### Activitats econòmiques
Dels 22 establiments que hi havia el 2007, 1 era d'una empresa alimentària, 5 d'empreses de construcció, 6 d'empreses de comerç i reparació d'automòbils, 2 d'empreses de transport, 2 d'empreses d'hostatgeria i restauració, 1 d'una empresa financera, 2 d'empreses de serveis, 2 d'entitats de l'administració pública i 1 d'una empresa classificada com a «altres activitats de serveis».
Dels 8 establiments de servei als particulars que hi havia el 2009, 1 era una oficina de correu, 1 paleta, 1 guixaire pintor, 3 fusteries i 2 restaurants.
L'únic establiment comercial que hi havia el 2009 era una fleca.
L'any 2000 a Effiat hi havia 32 explotacions agrícoles que ocupaven un total de 1.420 hectàrees.

## Equipaments sanitaris i escolars
El 2009 hi havia una escola elemental.

## Poblacions més properes
El següent diagrama mostra les poblacions més properes.